# 十年目のプロポーズ
十年目のプロポーズ（じゅうねんめのぷろぽーず）はマキタ学級の曲。

## 概要
お笑い芸人のマキタスポーツが音楽研究家として過去30年間のヒット曲から「ヒット曲の法則」を分析し、その法則に則り「十年目のプロポーズ」を制作。2011年9月14日にマキシシングルとしてリリースされた。2013年4月30日にスチャダラパーをフィーチャリングしたバージョンが配信限定でリリースされ、同年8月21日にリリースされたメジャーデビューアルバム「推定無罪」でシングルバージョンと共に収録された。
TBSラジオ「ライムスター宇多丸のウィークエンドシャッフル」やテレビ東京「やりすぎコージー」に出演して曲を披露。
2012年1月20日に、TBSのテレビ番組『中居正広の金曜日のスマたちへ』に出演して曲を披露。番組出演後、音楽配信チャートで上位に記録した。
マキタスポーツが分析した以下の「J-POPヒット曲の4つの法則」が「十年目のプロポーズ」に盛り込まれている。
1. カノンコード
2. 「翼」「扉」「キセキ」「桜」のキーワードを歌詞に入れる[5]
3. 個人的な事柄・事象（オリジナリティ）を加え、共感を広げる
4. 楽曲構成
サビ（カノン進行）
転調（ドラマティックマイナー）
Aメロ（ラッパー）
Aダッシュメロ（別キャララッパー）
Bメロ（1音下げるクリシェ）
サビ（カノン進行）
ブレイク（「ラララ」等を大合唱）
Cメロ（ドラマティックマイナー）
サビ（カノン進行）
Aメロ（余韻を残しつつ終了）

歌詞の内容は、10年前にできちゃった結婚をした妻に改めてプロポーズをするというマキタスポーツの実体験である。

## 収録曲
1. 十年目のプロポーズ  
  - 作詞&作曲&編曲:マキタスポーツ
2. 歌うまい歌
  - 作詞&作曲&編曲:マキタスポーツ
3. 十年目のプロポーズ(カラオケ・エディット) 
  - 作曲&編曲:マキタスポーツ
4. 歌うまい歌(カラオケ・エディット)  
  - 作曲&編曲:マキタスポーツ